# The Unbeliever (film 1918)
The Unbeliever è un film muto del 1918 diretto da Alan Crosland.
La sceneggiatura si basa sul romanzo The Three Things di Mary Raymond Shipman Andrews, pubblicato a Boston nel 1915.

## Trama
A New York, negli anni della Grande Guerra, Margaret Landicutt, una facoltosa signora della buona società, è intristita nel constatare che il figlio Philip sfoderi comportamenti che dimostrano non solo snobismo ma anche pregiudizi razziali e di classe. Lo incoraggia, allora, ad arruolarsi nel corpo dei marines e a partire per l'Europa, a combattere. La guerra al fronte è un duro risveglio alla realtà per il giovane che, testimone di atti eroici e di altruismo, comincia a cambiare le proprie idee. In Belgio, il brutale tenente Kurt von Schnieditz fucila una donna, madame Harbrock, rea a suo dire di connivenza con il nemico. La giovane Harbrok, Virginie, si salverà, invece, solo grazie alla sua bellezza che la preserva dall'esecuzione. Philip, avendo saputo che la ragazza ha perso tutta la famiglia, la manda a New York da sua madre. Durante i cruenti scontri che si susseguono, Lefty, l'ex autista di Philip, muore sacrificandosi per lui. Il giovane, gravemente ferito, mentre giace tra i morti e i feriti, vede aggirarsi sul campo di battaglia la figura di Cristo: quella visione lo riconduce sulla via della fede, e Philip abbandona il suo ateismo. Ritornato in patria, Philip, che ormai è definitivamente un altro uomo, ritrova, felice, la sua Virginie.

## Produzione
Il film fu prodotto dalla Perfection Pictures per l'Edison Company, in cooperazione con il corpo dei Marine degli Stati Uniti. Alcune scene vennero girato a Quantico, sede della MCB, una delle più grandi basi al mondo dei marines.

## Distribuzione
Distribuito dalla George Kleine System, il film uscì nelle sale cinematografiche USA l'11 febbraio 1918.
Una copia della pellicola è conservata negli archivi della Library of Congress.
La Kino Video distribuì il film in DVD sul mercato USA nel 2005, incluso in un cofanetto dal titolo Edison, The Invention of the Movies (1891-1918), che presenta un'antologia di cortometraggi e lungometraggi della Edison per una durata complessiva di circa quattordici ore.